# Maanselkä

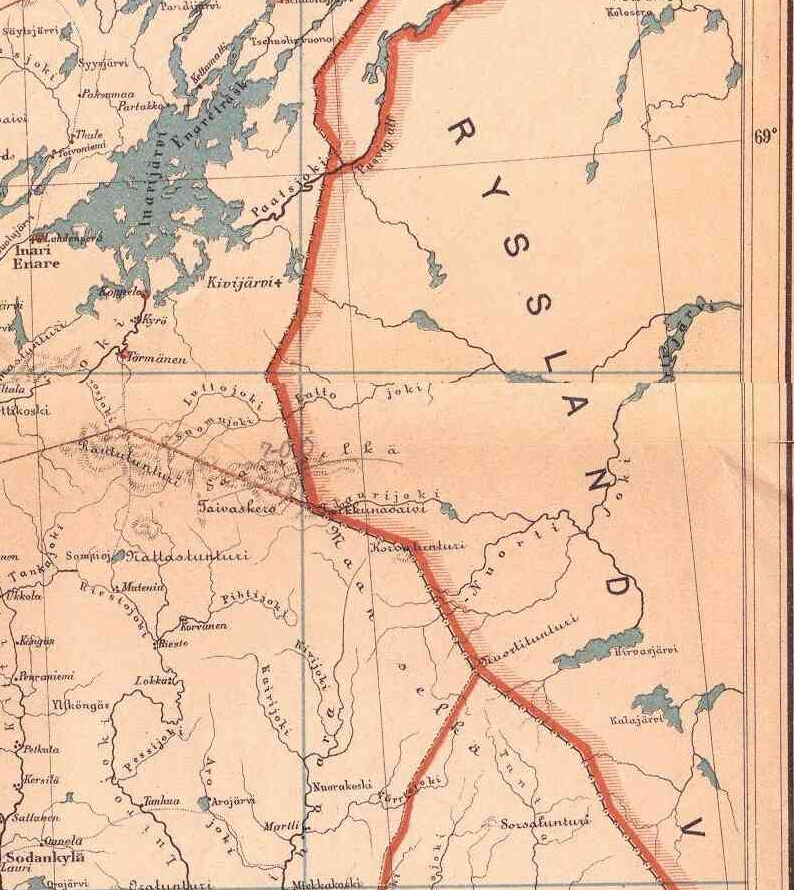
Maanselkä südöstlich des Inarisees

Der Maanselkä (finnisch für „Landrücken“) ist ein 750 km langer und ca. 75 km breiter Höhenzug im Nordosten Finnlands. Es erstreckt sich entlang der finnischen Grenze mit Russland (Oblast Murmansk im Norden, Republik Karelien im Süden). Der Rücken ist etwa 300 Meter hoch, mit Gipfeln um 400 Meter, und verflacht sich nach Süden auf 200 Meter, weist aber einzelne über 600 Meter hohe Kuppen auf (Sorsatunturi im Norden 628 m, Sokuski 714 m). Weitere Erhebungen sind die Fjells Nuorunen (576 m), Mäntytunturi (550 m) und Korvatunturi (486 m).
Der Maanselkä bildet die Wasserscheide zwischen dem Weißen Meer (ein Randmeer des Arktischen Ozeans) und der Ostsee. Über einige Strecken folgt die finnisch-russische Grenze exakt dieser Wasserscheide. Zugleich ist sie eine wichtige naturräumliche Grenze zwischen der borealen Nadelwaldzone im noch kaltgemäßigten Finnland im Westen und der arktischen Tundra im Norden des russischen Kareliens. Diese Unterschiede machen sich am Maanselkä bereits an den West- und Osthängen ein und desselben Berges bemerkbar.
In Kuhmo überschreitet der südlichste Teil des Maanselkä die Grenze nach Osten.
Im Gebiet der Bergkette liegt der Nationalpark Urho Kekkonen.